# Jahor Meščarakoŭ
Jahor Valer'evič Meščarakoŭ (in bielorusso Ягор Валер'евiч Мешчаракоў?, tr. ang.: Yegor Mescheriakov; Minsk, 9 ottobre 1976) è un ex cestista bielorusso.
È fratello maggiore di Mikita, anch'egli cestista visto all'opera in Italia.

## Carriera
Crebbe cestisticamente negli Stati Uniti presso la George Washington University, rimanendovi dal 1995 al 1999.
Nell'agosto 1999 svolse un provino con Montecatini (squadra di Serie A1) ma non venne tesserato, quindi provò con la Scandone Avellino con cui invece ottenne un contratto. In Irpinia disputò l'intera stagione 1999-2000, durante la quale contribuì a far centrare al club biancoverde la prima promozione in Serie A1 della storia.
In vista della stagione 2000-2001 ricevette la chiamata del Beşiktaş, con cui in 26 partite viaggiò a una media di 9,2 punti e 4,7 rimbalzi a partita. Nel finale di stagione approdò all'Aurora Jesi, squadra che era in cerca di un sostituto per far fronte al grave infortunio occorso a Willie Walls poco prima dell'inizio dei play-off di Serie A2.
Nel settembre 2001 firmò con l'Orlandina Basket, formazione neopromossa che si apprestava per la prima volta a disputare il campionato di Legadue (ovvero la vecchia Serie A2). I suoi 15,3 punti e 6,1 rimbalzi contribuirono al raggiungimento della salvezza. Venne confermato anche per la stagione seguente, la quale però vide i siciliani retrocedere in terza serie nonostante il suo apporto di 16,8 punti e 8,3 rimbalzi.
Proseguì la carriera in Grecia, con una stagione al Makedonikos e una all'Aris Salonicco.
Tra il 2005 e il 2007 giocò invece in Russia tra le file dell'UNICS Kazan', club con cui arrivò a disputare le semifinali del campionato russo durante il suo primo anno di permanenza e le finali durante il suo secondo anno, perse in entrambi i casi contro il più quotato CSKA Mosca.
Dopo una stagione in Ucraina all'Azovmaš Mariupol' e un biennio allo Spartak San Pietroburgo, nel 2010 ha interrotto la carriera da giocatore per riprendere gli studi.